# Distretto di Khlong Khuean
Il distretto di Khlong Khuean (in thailandese: คลองเขื่อน) è un distretto (amphoe) della Thailandia, situato nella provincia di Chachoengsao.